# Oléoduc de Mossoul à Haïfa

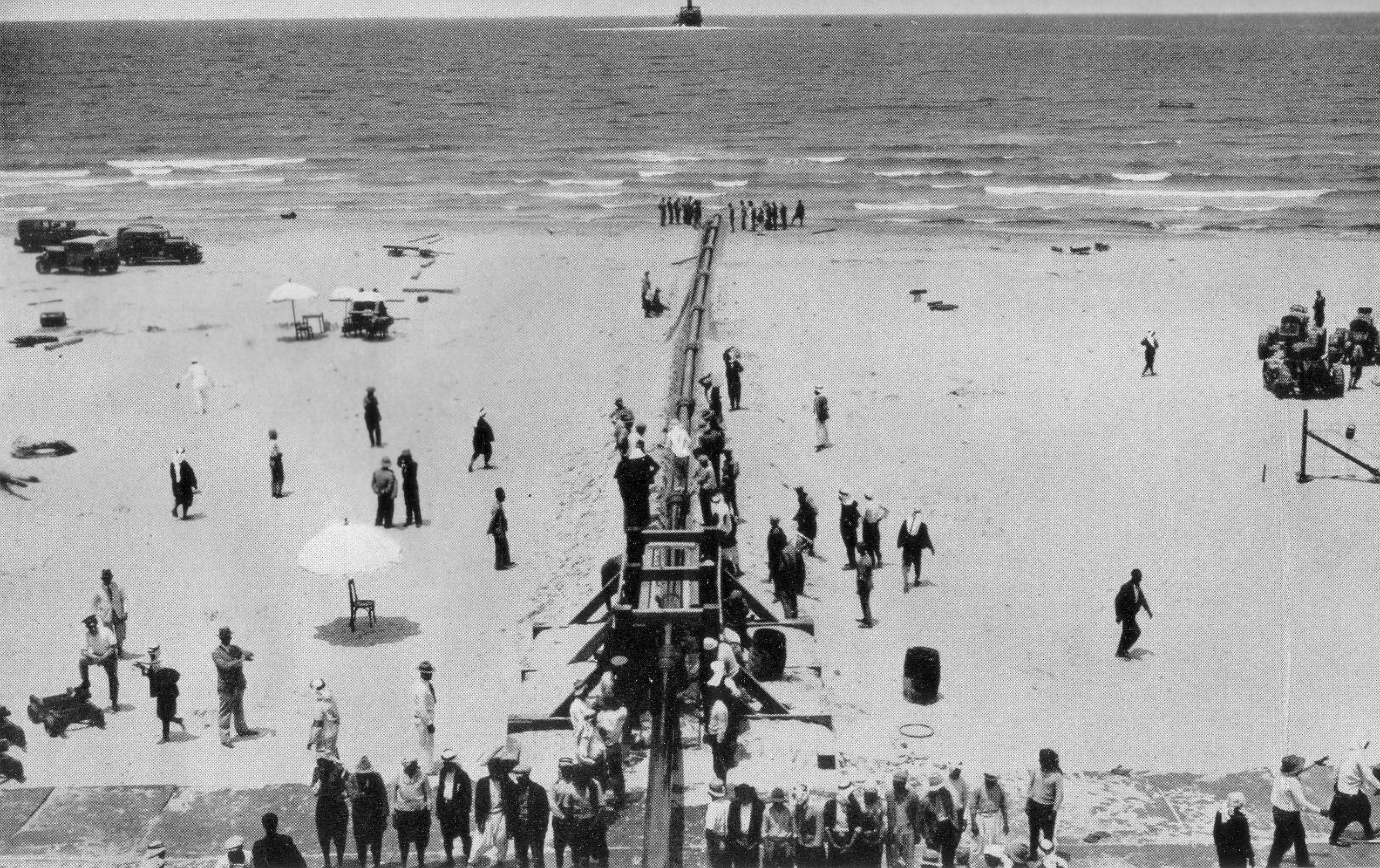
L'extrémité ouest à Haïfa en 1938.

L’oléoduc de Mossoul à Haïfa (également connu comme « pipeline de la Méditerranée ») était un oléoduc transportant le pétrole brut des champs pétroliers de Kirkouk, dans le nord de l’Irak, au port de Haïfa, aujourd’hui en Israël. Construit par les Britanniques, il traversait les territoires du royaume d’Irak, de l'émirat de Transjordanie (aujourd’hui Jordanie) et de la Palestine mandataire. Il a fonctionné de 1935 à 1948.

## Construction

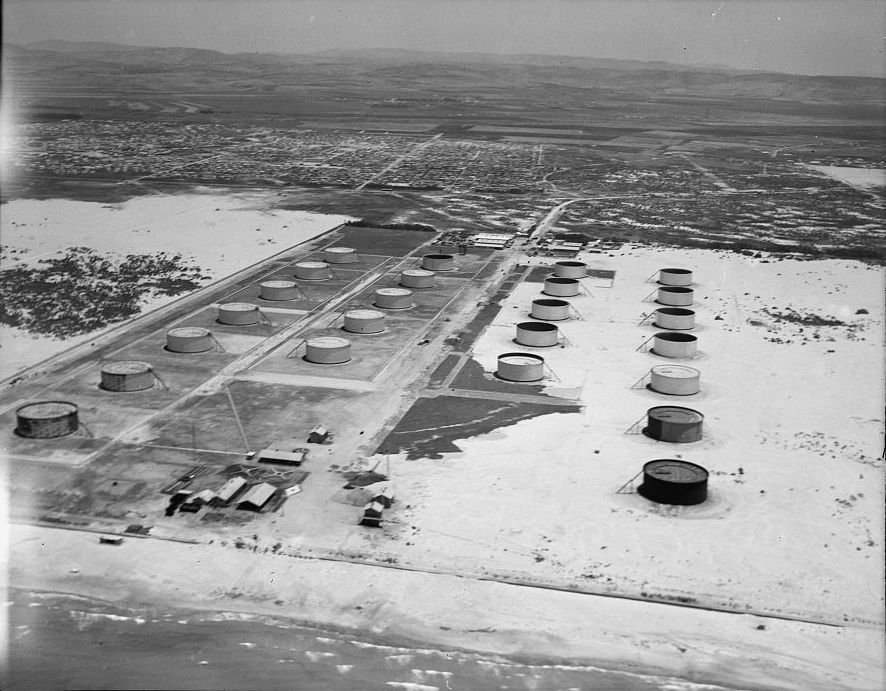
Citernes de pétrole à Haïfa, v. 1934-1948.

Cet oléoduc a été construit par l’Iraq Petroleum Company entre 1932 et 1935, à une époque où la Transjordanie et la Palestine se trouvaient sous mandat britannique de la Société des Nations tandis que l’Irak, nominalement indépendant depuis 1932, restait sous forte influence britannique. Long de 942 kilomètres, c’était alors le plus long oléoduc de l’Ancien Monde, dépassant l’oléoduc de Bakou à Batoumi qui en faisait 835.
Le pétrole brut était traité dans les raffineries de Haïfa, stocké dans des citernes et exporté vers les marchés méditerranéens.
Un embranchement se séparait de la ligne principale à Haditha (station de pompage K3), traversait la Syrie sous mandat français par Palmyre et Homs et aboutissait au port de Tripoli au Liban. Il avait été construit à la demande de la Compagnie Française des Pétroles, associée de l’IPC.

## Caractéristiques
Longueur : 942 km (585 miles)
Diamètre : 300 mm (12 pouces) se réduisant par endroits à 250 et 200 mm (10 et 8 pouces).
7 stations de pompage. Celles en territoire irakien étaient numérotées K (à partir de Kirkouk), les autres H (à partir de Haïfa).
- K1 35° 30′ 55″ N, 44° 18′ 49″ E
- K2 34° 54′ 47″ N, 43° 24′ 50″ E
- K3 34° 04′ 31″ N, 42° 21′ 07″ E
- H1 33° 47′ 23″ N, 41° 27′ 37″ E
- H2 33° 22′ 38″ N, 40° 37′ 04″ E
- H3 34° 04′ 30″ N, 42° 21′ 07″ E
- H4 32° 30′ 09″ N, 38° 11′ 32″ E
- H5 32° 10′ 32″ N, 37° 07′ 36″ E

Durée de transit : 10 jours.

## Rôle stratégique jusqu'en 1948
L’oléoduc jouait un rôle essentiel dans la stratégie britannique en Méditerranée. Il était placé sous la protection de plusieurs bases de la Royal Air Force, dont celle de Habbaniya. 
Pendant la Grande Révolte arabe de 1936-1939, il est protégé contre les insurgés par les commandos anglo-juifs des Special Night Squads du capitaine Orde Charles Wingate.
Pendant la 2e Guerre mondiale, il assure le ravitaillement des forces britanniques puis anglo-américaines en Méditerranée. Lors de la guerre anglo-irakienne de 1941, le Premier ministre Rachid Ali al Gaylani nationalise les installations de l’IPC pour les transférer à un nouveau consortium germano-italien. Il fait interrompre les livraisons de pétrole vers Haïfa et détourner le trafic vers Tripoli, le Liban dépendant alors de la France de Vichy. Mais la rapide contre-attaque britannique fait repasser l’oléoduc sous contrôle anglais.
En mai 1945, l’oléoduc est de nouveau saboté, cette fois par les insurgés juifs de l’Irgoun révoltés contre le mandat britannique.
La guerre israélo-arabe de 1948 met fin à l’activité de l’oléoduc, l’Irak ayant rompu tout échange commercial avec le nouvel État d’Israël.

## Nouvelles lignes après 1948
Au lendemain de la guerre, l’Irak poursuit ses exportations de pétrole vers la Méditerranée par l’oléoduc de Kirkouk à Tripoli jusqu’en 1952 puis par l’oléoduc de Kirkouk à Baniyas, fermé à plusieurs reprises à cause des différends opposant l’Irak à la Syrie et aux États-Unis, et par celui de Kirkouk à Ceyhan, traversant le sud-est de la Turquie.